# Jos Willems (kunstenaar)
Jos Willems (Geleen, 1948) is een Nederlandse beeldhouwer.

## Leven en werk
Willems studeerde van 1968 tot 1970 aan de Stadsacademie voor Toegepaste Kunsten te Maastricht. Van 1970 tot 1971 studeerde hij aan de Academie voor Beeldende Vorming te Tilburg. Daarna volgde hij van 1971 tot 1974 de opleiding plastische vormgeving aan de Koninklijke Academie voor Kunst en Vormgeving te 's-Hertogenbosch. Willems maakt beelden van onder meer cortenstaal, brons, keramiek en natuursteen. Willems woont en werkt in 's-Hertogenbosch.

## Werk in de publieke ruimte (selectie)
- Kern - Gieten (2002 - zie: afbeelding)
- Portaal - Someren (1999)
- Ent - Huizen (1999)
- Tegenbeeld - Amsterdam (1995)
- Hommage - Amsterdam (1994)
- Torenspel - Roosendaal (1993)
- Escalade - Hengelo (1993)